# Dicranomyia (Dicranomyia) kuscheliana
Dicranomyia (Dicranomyia) kuscheliana is een tweevleugelige uit de familie steltmuggen (Limoniidae). De soort komt voor in het Neotropisch gebied.